# 漢森 (麻薩諸塞州普查規定居民點)
漢森（英語：Hanson）是位於美國麻薩諸塞州普利茅斯縣的一個普查規定居民點。

## 人口
根據2020年美國人口普查的數據，漢森的面積為6.42平方千米，當中陸地面積為5.75平方千米，而水域面積為0.67平方千米。當地共有人口2028人，而人口密度為每平方千米315.89人。